# Anne Meygret
Anne Meygret (Nizza, 15 febbraio 1965) è un'ex schermitrice francese, vincitrice di una medaglia di bronzo nella scherma ai Giochi olimpici.

## Biografia
È la sorella della schermitrice Gisèle Meygret.

## Palmarès
In carriera ha conseguito i seguenti risultati:
- Giochi olimpici

Los Angeles 1984: bronzo nel fioretto a squadre.